# Ulrike Schwieren-Höger

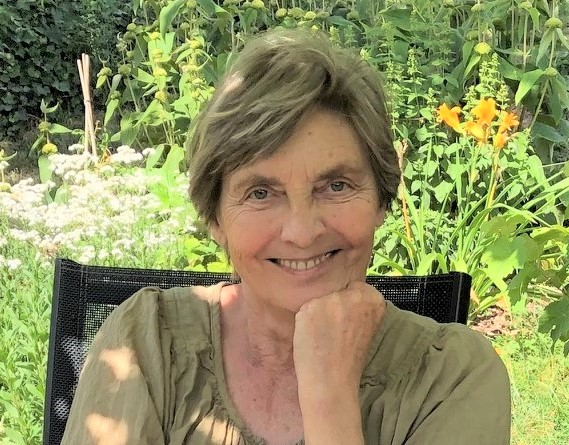
Ulrike Schwieren-Höger, 2022

Ulrike Schwieren-Höger (* 1951 in Wuppertal) ist eine deutsche Buchautorin und Journalistin.
Schwieren-Höger veröffentlicht seit den 1980er-Jahren Reisebücher. 2015 ist ihr Roman „Frau Kassel will Wunder“ erschienen. 2022 wurde ihr Roman „Diese ganze verfluchte Sehnsucht“ veröffentlicht. Die Autorin war Redakteurin beim Bonner Generalanzeiger und bei der Zeitung Die Welt.
Die Autorin wohnt in Vlatten. Dort ist sie Gesellschafterin der Firma Hergarten-Media GmbH. 

## Werk (Auswahl)
- Unterwegs zwischen Maas und Rhein, Grenz-Echo Verlag, 1997. ISBN 978-9-054-33091-2
- Nationalpark Eifel: Natur- und Kulturführer, Verlag: Gaasterland, 2007. ISBN 3-935-87322-0
- Unterwegs in der südlichen Eifel, Grenz-Echo Verlag 1999. ISBN 9-054-33122-4
- Zülpich: Portrait einer Römerstadt, Biermann Verlag 2014. ISBN 978-3-980-71792-2
- Ostbelgien und die Deutschsprachige Gemeinschaft Belgiens: Bilder-Spuren-Hintergründe, Grenz-Echo Verlag, 2008–09. ISBN 3-867-12033-1
- Maastricht, Grenz-Echo Verlag, 2014. ISBN 978-3-867-12097-5
- Eupen, Grenz-Echo Verlag, 2009. ISBN 978-3-867-12017-3
- Der Rursee – Geschichte und Geschichten, Wartberg Verlag, 2013. ISBN 978-3-831-32449-1
- Natur- und Kulturführer Nationalpark Eifel und seine neun Städte und Gemeinden, Gaasterland-Verlag, 2007. ISBN 978-3-935873-22-2
- Nationalpark Eifel. Der Erlebnisführer für die ganze Region, Eifel-Verlag, 2012. ISBN 978-3-943123-04-3.
- Aachen: Bilder, Spuren, Hintergründe. Eine Reise ins sagenhafte Herz Europas, Grenz-Echo Verlag, 2005. ISBN 978-9-054-33200-8
- Roman: Frau Kassel will Wunder, Verlag Hergarten-Media, Heimbach, 2015. ISBN 978-3-936822-96-0
- Roman. Diese ganze verfluchte Sehnsucht. Verlag "Grenz-Echo", Eupen, 2022. ISBN 978-3-86712-173-6